# Erwin Wolanek
Erwin Alojzy Wolanek (4. listopadu 1893 Vynnyky – 3. května 1972 Grodzisk Mazowiecki) byl polský voják, podplukovník polské armády, rytíř řádu Virtuti Militari.

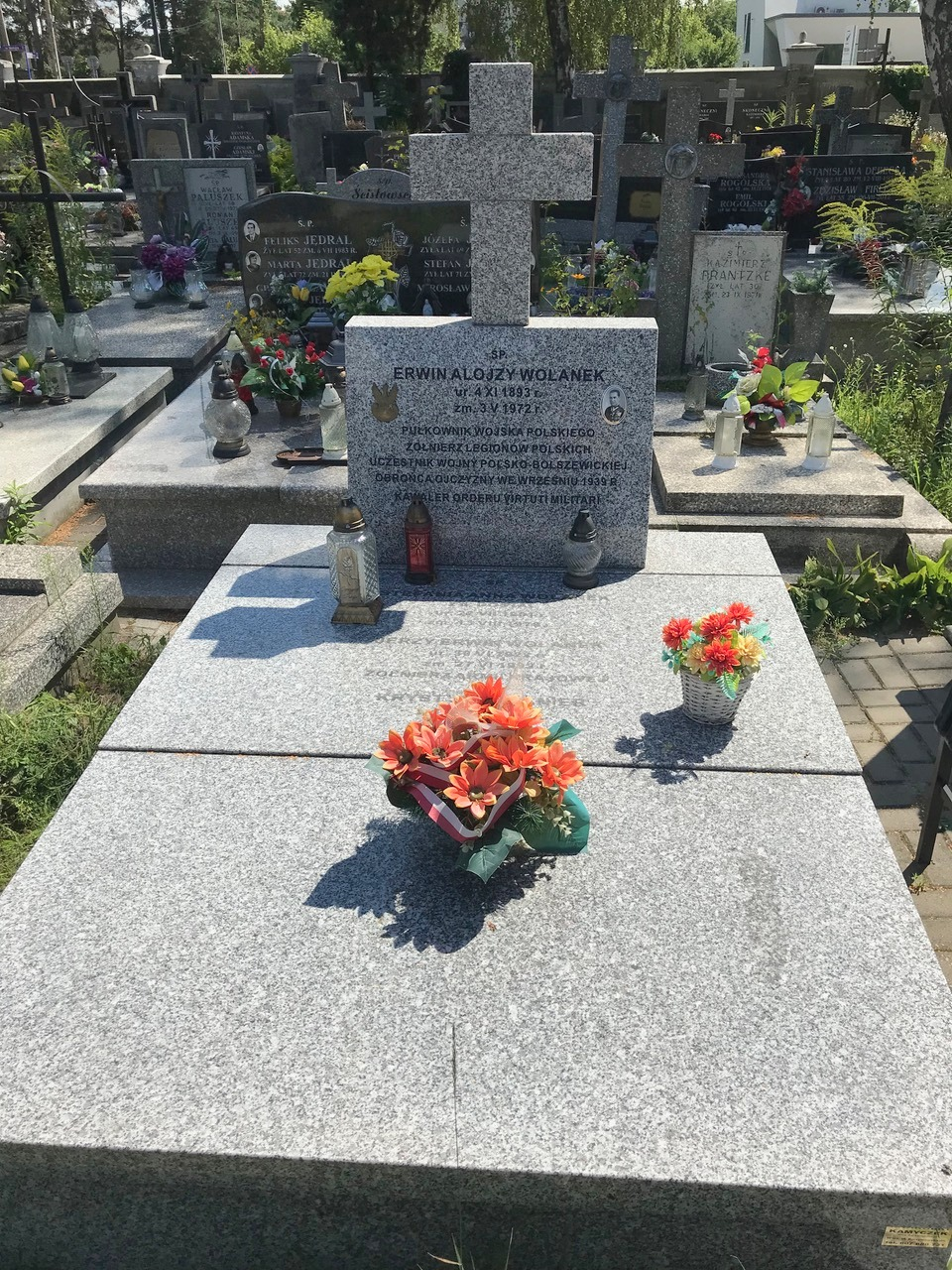
Hrob Erwina Wolanka na Farním hřbitově v Grodzisku Mazowieckim (po rekonstrukci)

## Životopis
Narodil se v rodině úředníka tabákové továrny v obci Winniki (původní polský název; ukrajinsky Винники - transkripce do češtiny: Vynnyky), Aloise Volánka (4. 6. 1855 Kutná Hora – 30. 7. 1911 Vynnyky) a Janiny, rozené Achrerové (24. 5. 1867 Moravské Budějovice – 25. 7. 1948 Galówek). Navštěvoval III. gymnázium ve Lvově, které absolvoval v roce 1914.

### 1914–1918
Po maturitě nastoupil do organizace PDS (Polska Drużyna Strzelecka). Byla to polská polovojenská organizace usilující o nezávislost Polska, která byla založena ve Lvově v roce 1911. Od 3. srpna 1914 působil v Polských legiích, kde byl přidělen ke 3. rotě 1. praporu 1. pěšího pluku. V březnu následujícího roku byl převelen k 6. pěšímu pluku. Během bojové operace byl zraněn, následně onemocněl tyfem.
V průběhu tzv. "Přísahové krize" v Polských legiích, byl internován a následně, 28. září 1917, byl začleněn do řad rakouské armády a zapsán do důstojnické školy. Po jejím absolutoriu, v hodnosti praporečníka, byl přidělen k 93. pěšímu pluku.

### 1918–1921
V listopadu 1918 se účastnil bojů při obraně Lvova. Od 23. listopadu 1918 do 31. ledna 1919 sloužil ve 2. rotě 38.pěšího pluku. Mezitím byl 25. listopadu 1918 povýšen na praporečníka. 29. května 1919 byl povýšen do hodnosti podporučíka. Do 13. července 1919 sloužil v útočném praporu Lvovské brigády a do 30. září 1919 v 9. pěší brigádě. 1. října byl převelen do služby u 6. pěšího pluku. Během polsko-sovětské války, v květnu 1920, na pozici velitele čety, podporučík Wolanek přispěl k záchraně 11. čety před značnými ztrátami. Společně s několika spolubojovníky, granáty a kulometnou střelbou, zneškodnil bolševický obrněný vůz, útočící na pozice jejich pluku.
Poručík Erwin Wolanek se vyznamenal zejména při bojích u řeky Teteriv. Tehdy, již na pozici pobočníka 3. praporu, ho při přepravě důležitých dokumentů obklíčila eskadra bolševického jezdectva. Před zajetím však stačil přepravované dokumenty zničit. Ze zajetí se mu podařilo utéci a po dvouměsíčním strastiplném putování se vrátil do řad svého praporu. Za tyto činy získal vysoké ocenění, tzv. Stříbrný kříž Řádu Virtuti Militari. Po 1. světové válce a polsko-sovětské válce pokračoval ve službě u 6. pěšího pluku, 3. února 1921 byl povýšen do hodnosti kapitána.

### 1921–1939
18. února 1928 byl povýšen do hodnosti majora, se zpětnou účinností od 1. ledna 1928 a umístěním na 78. pozicí ve sboru důstojníků pěchoty. V dubnu téhož roku byl jmenován velitelem I. praporu v 6. pluku piechoty. V září 1930 byl převelen do kadetní školy v Zambrowě (Szkoła Podchorążych Rezerwy Piechoty w Zambrowie) a jmenován velitelem praporu. V listopadu 1932 byl převelen k 19. pěšímu pluku, sídlícímu ve Lvově, do pozice velitele praporu. Dne 27. června 1935 byl povýšen do hodnosti podplukovníka, se zpětnou platností k 1. lednu 1935. V červenci téhož roku byl jmenován zástupcem velitele 41. pěšího pluku, sídlícího v Suwałkách.

### 1939–1946
V srpnu 1939 byl jmenován na pozici velitele 134. pěšího pluku. Po napadení Polska Německem, 1. září 1939, byl během zářijových bojů proti Wehrmachtu 27. září zajat a až do roku 1945 internován v německých zajateckých táborech. Nejprve v táboře Oflag II-A Prenzlau (číslo vězně: 109), následně v táboře Oflag IV-C Colditz (číslo vězně: 7503), posléze v Oflagu II-D Gross Born a nakonec v Stalagu 10-B/Oflag P v Sandbostel/Bremenvörde (čís.vězně 109/IV.C, barák čís. 35/11). V roce 1946 se vrátil do Polska.

### 1946–1972
V civilu pracoval ve farmaceutickém průmyslu. Byl ženatý se Stefanii Annou, roz. Dostal a měli syna Jerzyho a dceru Krystynu. Zemřel v Grodzisku Mazowieckým a byl pohřben na místním hřbitově.

## Medaile a vyznamenání
- Stříbrný kříž řádu Virtuti Militari č. 1196[1]
- Kříž nezávislosti – 6. června 1931 „za práci při znovuzískání nezávislosti“[1]
- Kříž srdnatosti (čtyřikrát)[1]
- Zlatý záslužný kříž – 17. března 1930 „za zásluhy v oblasti vojenského výcviku a tělesné výchovy“[2]
- Zlatý záslužný kříž (podruhé)[8]

### Galerie vyznamenání

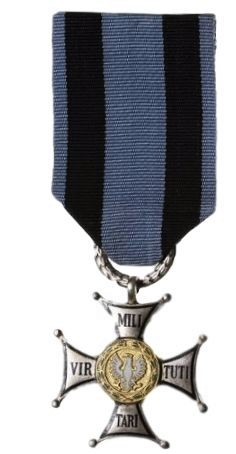
Stříbrný kříž Řádu Virtuti Militaria
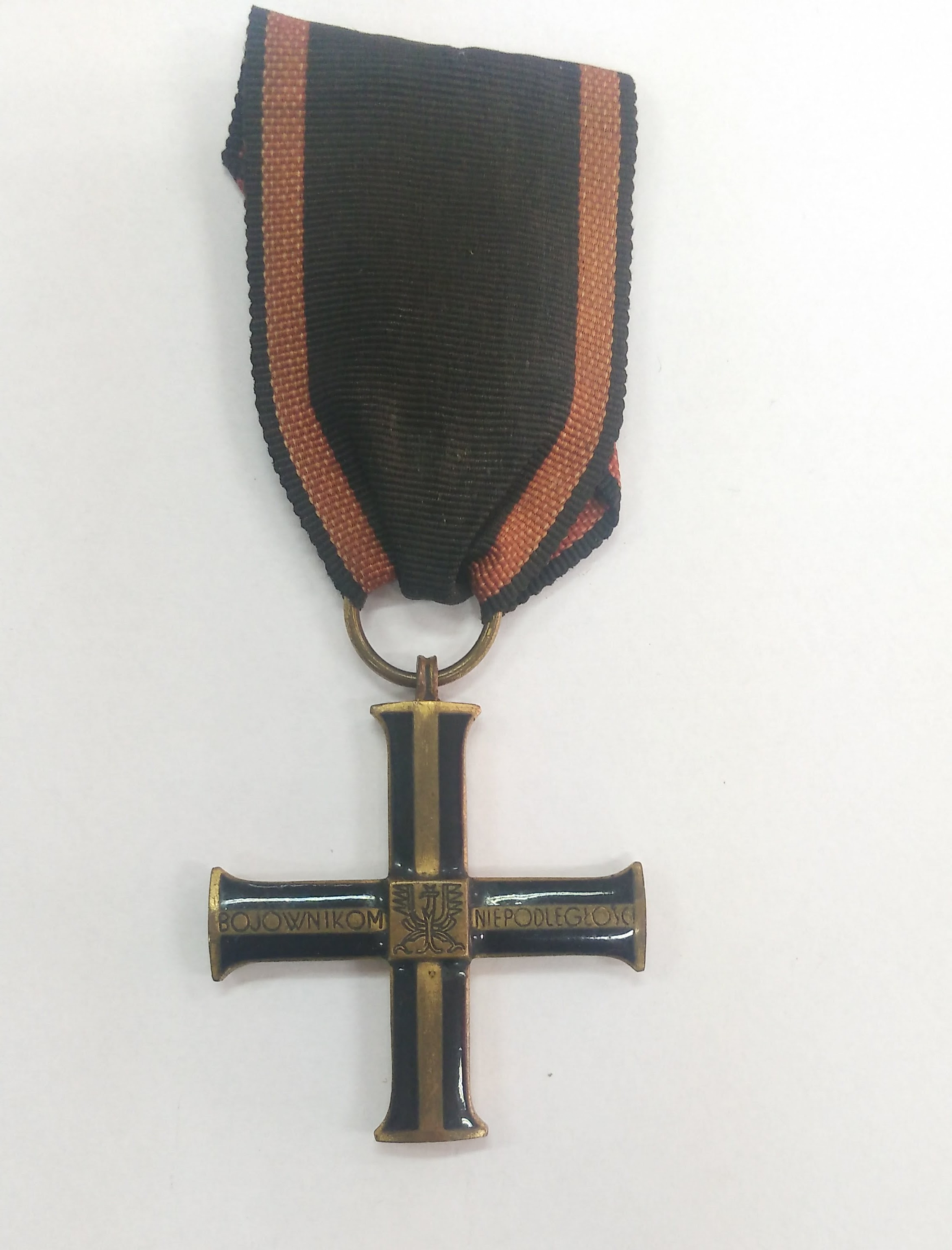
Kříž nezávislosti
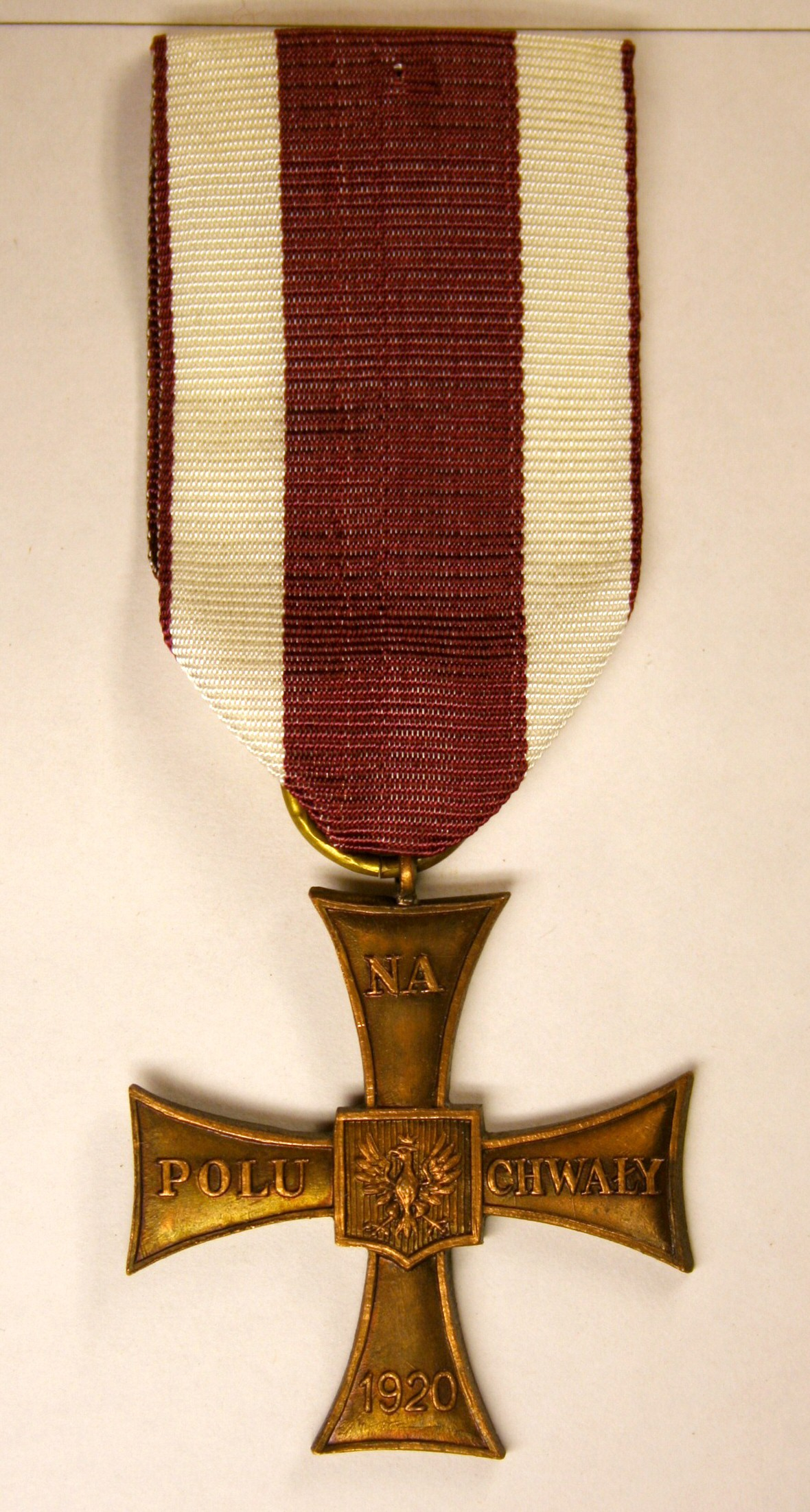
Kříž za chrabrost
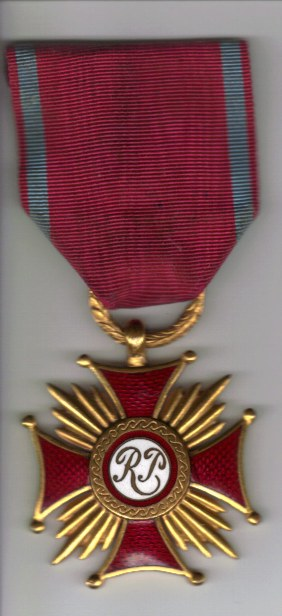
Záslužný kříž

## Galerie dopisů ze zajateckých táborů

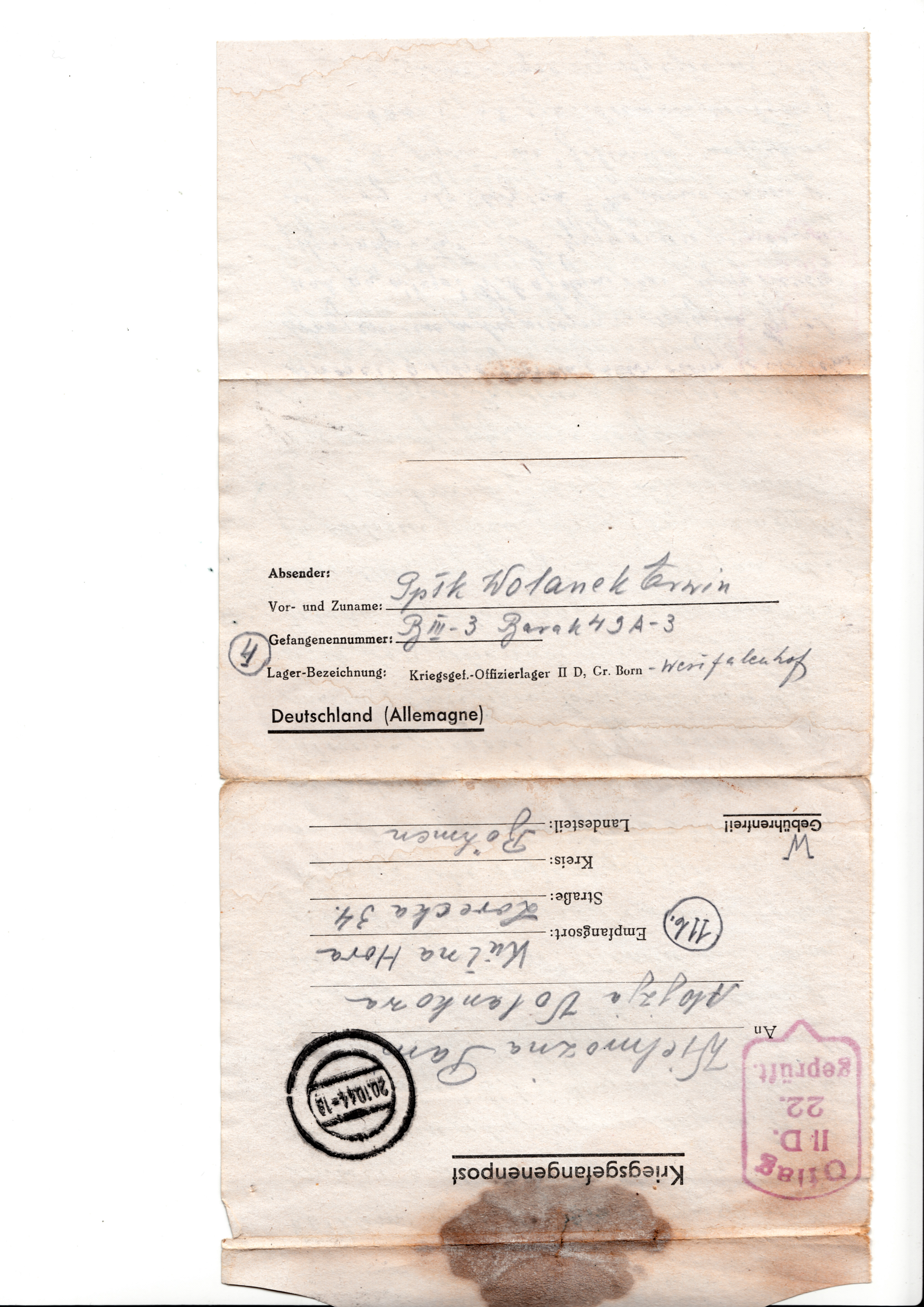
Dopis ze zajateckého tábora Oflag II D.
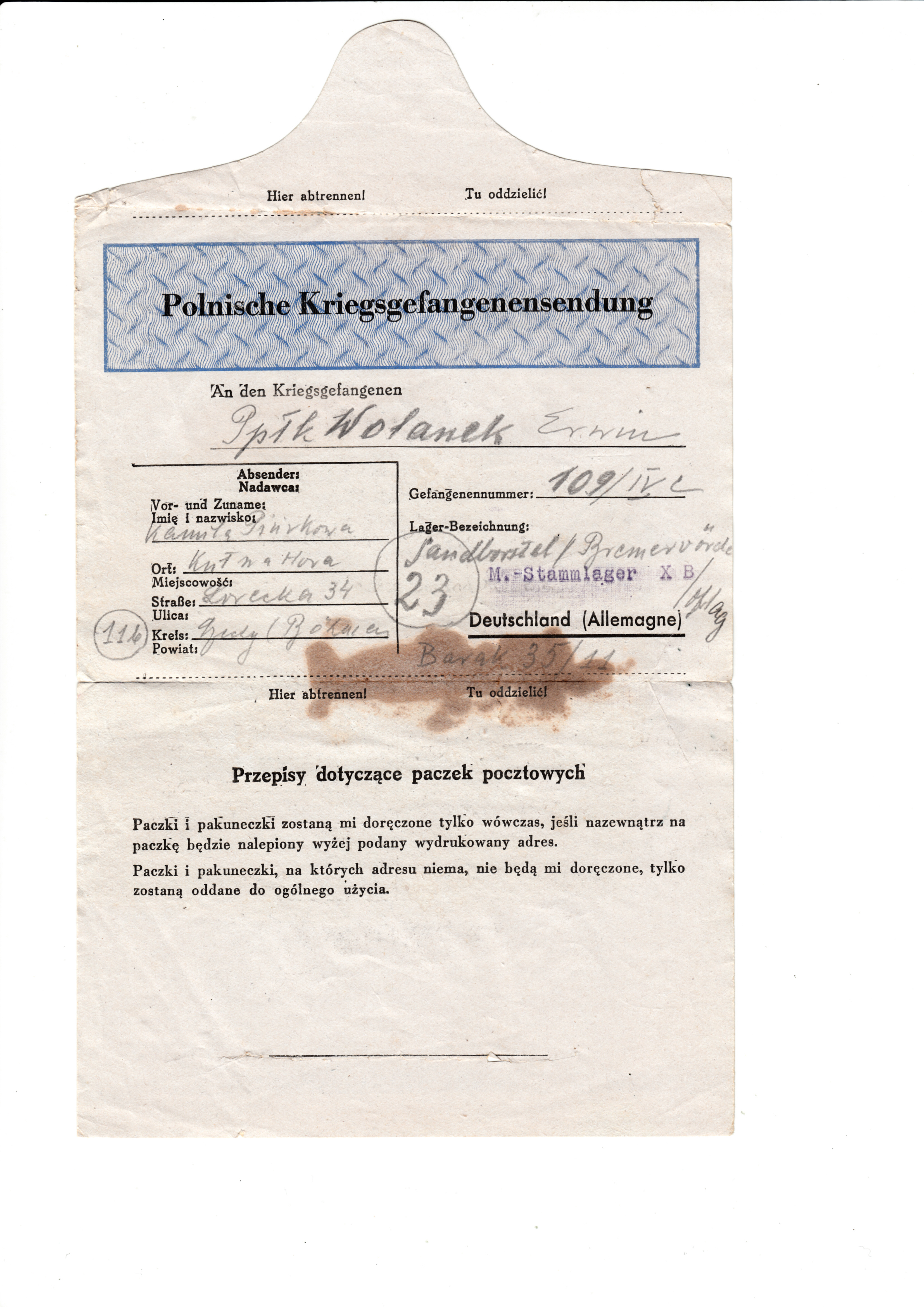
Dopis ze zajateckého tábora Stalag X B/Oflag P - 1. strana
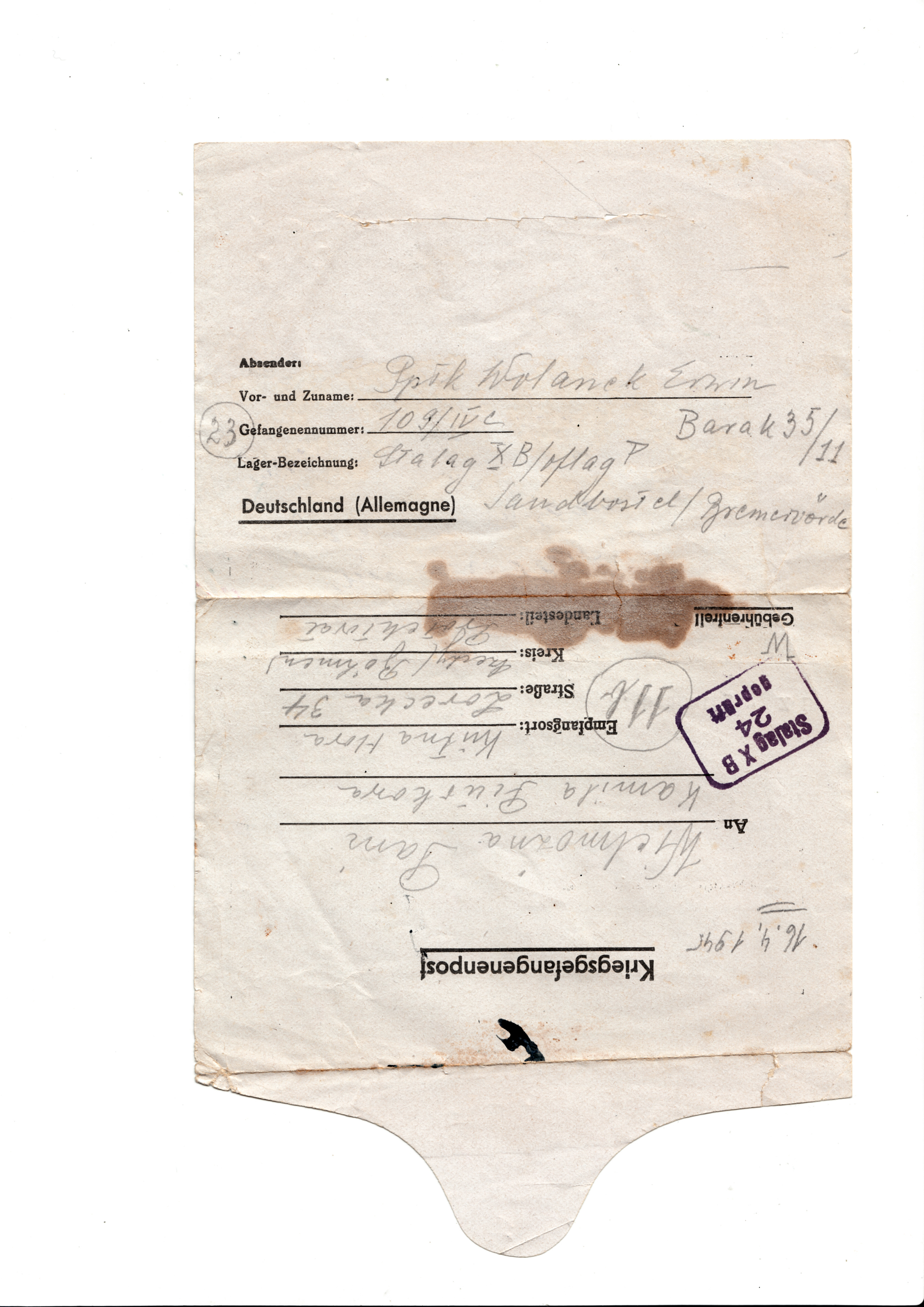
Dopis ze zajateckého tábora Stalag X B/Oflag P - 2. strana